# 技能
技能（英語：Skill），泛指有別於天賦，必須耗費時間經由學習、訓練或工作經驗，才能獲得的能力。通常也會將技術涵蓋在「專業技能」之內。

## 技能樹
由於技能的獲得有其相依性，像是寫作源自於寫，演講源自於說，因此表達出技能之間彼此關係的樹狀圖表，稱為技能樹（英語：Skill tree）。

## 技能的種類

### 語言能力
聽、說、讀、寫，這四項被視為語言基本技能。用來評估個人對於特定語言的综合運用能力，是人類用以溝通交流的基本能力。

### 團隊技能
在團隊活動中的組織能力與領導力，被視為團隊技能。

### 專業技能
專業技能，又稱為職業技能。各國政府的勞工部門，對於職業技能的鑑定，使用專業證照的制度，並限定某些職業必須有其證照，才能從事其行業。在就業市場中，也是僱主對於求職者評估其能力是否適用的一項標準。在填寫履歷表時，常有專業技能這一項。

## 在虛構作品
在MMORPG之類的遊戲中，常有「技能」的設定。遊戲者通常經由等級的提升，獲得技能的學習點數。技能的熟練度，會影響使用技能時的成功率，或是威力。

## 外部連結
- Skill - 搜索 Google 圖書
- "技能" - 搜索 Google 圖書